# 1655
Il 1655 (MDCLV in numeri romani) è un anno  del XVII secolo.

## Eventi
- Carlo Contarini viene nominato Doge della Repubblica di Venezia.
- La Francia di Luigi XIV e l'Inghilterra di Oliver Cromwell concludono l'accordo di Pinerolo contro la Spagna di Filippo IV d'Asburgo. L'accordo prevede l'espulsione dalla Francia dell'erede al trono inglese Carlo II Stuart e la fine delle persecuzioni dei Savoia contro i Valdesi.
- L'ammiraglio inglese Robert Blake distrugge la flotta di pirati barbareschi a Tunisi.
- Nell'ambito della guerra russo polacca i russi dello Zar Alessio I, alleati con i Cosacchi, conquistano diverse città. La debolezza della Polonia-Lituania è dovuta al fatto che deve combattere anche con gli svedesi.
- Nell'ambito della guerra anglo-spagnola, gli inglesi conquistano l'isola della Giamaica agli spagnoli.
- Rembrandt dipinge il cavaliere polacco e il bue macellato.
- Velasquez dipinge il Ritratto di Filippo IV e il ritratto dell'infanta Margherita.
- 25 marzo – Titano, il più grande satellite di Saturno è scoperto da Christian Huygens.
- 7 aprile – Viene eletto Papa Alessandro VII.
- 1º luglio – L'esercito svedese occupa Dünaburg. Inizia la seconda guerra del nord tra l'Impero svedese di Re Carlo X e la Polonia-Lituania di Giovanni II Casimiro (1655-1660).
- 8 settembre – Nell'ambito della seconda guerra del nord l'esercito svedese di Carlo X conquista Varsavia.
- 3 novembre – L'ex regina Cristina di Svezia annuncia pubblicamente a Innsbruck la sua conversione al cattolicesimo.
- Olof Rudbeck il Vecchio (1630-1702) istituisce il Giardino di Linneo.

## Nati

### Gennaio
- 1º gennaio - Christian Thomasius, giurista e filosofo tedesco († 1728)
- 6 gennaio - Eleonora del Palatinato-Neuburg († 1720)
- 6 gennaio - Niccolò Comneno Papadopoli, storico, giurista e teologo italiano († 1740)
- 11 gennaio - Henry Howard, VII duca di Norfolk, nobile e militare inglese († 1701)
- 16 gennaio - Bernard de Montfaucon, monaco cristiano, paleografo e archeologo francese († 1741)
- 21 gennaio - Antonio Molinari, pittore italiano († 1704)
- 27 gennaio - Henri de Nesmond, arcivescovo cattolico francese († 1727)

### Febbraio
- 7 febbraio - Jean-François Regnard, poeta e commediografo francese († 1709)
- 12 febbraio - Anna Isabella Gonzaga, nobile italiana († 1703)
- 14 febbraio - Jacques-Nicolas de Colbert, arcivescovo cattolico francese († 1707)
- 15 febbraio - Augusto di Sassonia-Merseburg, nobile († 1715)
- 16 febbraio - Carlo Emilio di Brandeburgo, principe († 1674)
- 18 febbraio - Pietro Giovanni Guarneri, artigiano, liutaio e musicista italiano († 1720)

### Marzo
- 4 marzo - Fra Galgario, pittore italiano († 1743)
- 16 marzo - Charles de Sainte-Maure, marchese d'Augé, ammiraglio francese († 1744)
- 19 marzo - Giuseppe Zambeccari, anatomista italiano († 1728)

### Aprile
- 8 aprile - Luigi Guglielmo di Baden-Baden († 1707)
- 24 aprile - Antoine Crozat, imprenditore francese († 1738)
- 25 aprile - Rinaldo d'Este, duca italiano († 1737)

### Maggio
- 4 maggio - Bartolomeo Cristofori, cembalaro, organaro e liutaio italiano († 1732)
- 9 maggio - Jacques Blondeau, incisore fiammingo († 1698)
- 9 maggio - Giorgio Maria Martinelli, religioso italiano († 1727)
- 13 maggio - Papa Innocenzo XIII, papa, arcivescovo cattolico e cardinale italiano († 1724)
- 22 maggio - Cleria Cesarini, nobildonna italiana († 1735)
- 26 maggio - Vincenzo Grimani, cardinale, diplomatico e librettista italiano († 1710)

### Giugno
- 4 giugno - Tommaso da Cori, presbitero italiano († 1729)
- 12 giugno - Ernesto di Sassonia-Hildburghausen, duca († 1715)
- 20 giugno - Vittoria Montecuccoli Davia, nobildonna italiana († 1703)

### Luglio
- 7 luglio - Christoph Dientzenhofer, architetto tedesco († 1722)
- 29 luglio - Fulvio Astalli, cardinale e vescovo cattolico italiano († 1721)
- 29 luglio - Daniele Sansoni, vescovo cattolico e avvocato italiano († 1725)

### Agosto
- 5 agosto - Fra Santo di San Domenico, religioso italiano († 1728)
- 8 agosto - Michelangelo Tilli, medico e botanico italiano († 1740)
- 10 agosto - Lorenzo Vaccaro, scultore, architetto e pittore italiano († 1706)
- 13 agosto - Johann Christoph Denner,  tedesco († 1707)
- 16 agosto - Federico Cristiano di Schaumburg-Lippe, sovrano († 1728)
- 16 agosto - Paolo Callalo, scultore italiano († 1725)
- 20 agosto - Carlo Antonio Grue, ceramista italiano († 1723)
- 23 agosto - Filippo di Borbone-Vendôme, nobile francese († 1727)

### Settembre
- 2 settembre - Andries Pels, banchiere olandese († 1731)
- 7 settembre - Ferdinand August von Lobkowicz, nobile e diplomatico ceco († 1715)
- 10 settembre - Caspar Bartholin il Giovane, anatomista danese († 1738)
- 12 settembre - Sébastien de Brossard, compositore, teorico musicale e musicologo francese († 1730)
- 22 settembre - Paolo Pagani, pittore italiano († 1716)
- 27 settembre - Domenico Guglielmini, matematico, chimico e medico italiano († 1710)
- 29 settembre - Giovanni Ferdinando di Auersperg, nobile austriaco († 1705)
- 30 settembre - Charles III de Rohan-Guéméné, nobile francese († 1727)

### Ottobre
- 4 ottobre - Franz Lothar von Schönborn, arcivescovo cattolico tedesco († 1729)
- 20 ottobre - Agostino Cusani, cardinale e arcivescovo cattolico italiano († 1730)

### Novembre
- 1º novembre - Ferdinando Kettler, nobile († 1737)
- 8 novembre - Filippo Tancredi, pittore italiano († 1722)
- 15 novembre - Francesco Antonio Giorgioli, pittore svizzero († 1725)
- 15 novembre - Charles-Gaspard-Guillaume de Vintimille du Luc, arcivescovo cattolico francese († 1746)
- 16 novembre - Alessandro Gherardini, pittore italiano († 1727)
- 22 novembre - Andrea Santacroce, cardinale e arcivescovo cattolico italiano († 1712)
- 24 novembre - Carlo XI di Svezia, sovrano († 1697)
- 25 novembre - Amalia di Nassau-Dietz, principessa tedesca († 1695)

### Dicembre
- 14 dicembre - Filippo d'Assia-Philippsthal († 1721)
- 31 dicembre - Miklós Antal Esterházy, vescovo cattolico ungherese († 1695)

### Senza giorno specificato
- Zumbi, rivoluzionario brasiliano († 1695)
- Michel-Jean Amelot de Gournay, diplomatico francese († 1724)
- Alessandro Tommaso Arcudi, scrittore e letterato italiano († 1718)
- Pierre Cailleteau, architetto francese († 1724)
- Tommaso Carapella, musicista italiano († 1736)
- Bernardo di Cariñena, arcivescovo cattolico spagnolo († 1722)
- Martin Charbonnier, architetto del paesaggio francese († 1720)
- Angelo Costantini, attore teatrale e scrittore italiano († 1729)
- Gottfried Finger, compositore ceco († 1730)
- Andrew Fletcher, politico scozzese († 1716)
- Hacı Halil Pascià, politico e militare ottomano († 1733)
- Dominik Andreas I von Kaunitz, nobile, diplomatico e politico austriaco († 1705)
- Gregorio Lazzarini, pittore italiano († 1730)
- Antonio Lorenzini, pittore e incisore italiano († 1740)
- Marchiò Molziner, scultore austriaco
- Antonio Palomino, pittore, storico dell'arte e biografo spagnolo († 1726)
- Gaetano Patalano, scultore italiano
- Carlo Pisani, ammiraglio italiano († 1740)
- Jacques-Charles Poncet, medico e esploratore francese († 1706)
- Radu Popescu, storico rumeno († 1729)
- Gaudenzio Roberti, teologo italiano († 1695)
- Jacques Eléonor Rouxel de Grancey, generale francese († 1725)
- Anton Sepp, gesuita italiano († 1733)
- William Stanley, IX conte di Derby, nobile inglese († 1702)
- Adriaen Verwer, giurista e mercante olandese († 1717)
- Giovanni Battista Vivaldi, violinista italiano († 1736)
- Charles Belgique Hollande de La Trémoille, nobiluomo francese († 1709)
- Mustafa Naima, storico ottomano († 1716)

## Morti

### Gennaio
- 6 gennaio - Luigi Filippo del Palatinato-Simmern, nobile tedesco (n. 1602)
- 7 gennaio - Papa Innocenzo X, papa, vescovo cattolico e cardinale italiano (n. 1574)
- 13 gennaio - Koca Dervish Mehmed Pascià, politico e militare ottomano (n. 1585)
- 30 gennaio - Muhammad al-Shaykh al-Saghir, sultano marocchino
- 30 gennaio - Andrea Massa, vescovo cattolico italiano (n. 1607)

### Febbraio
- 1º febbraio - Giovanni Battista Ferrari, gesuita, botanico e orientalista italiano (n. 1584)
- 2 febbraio - Sébastien Zamet, vescovo cattolico francese (n. 1588)
- 4 febbraio - Giovanni Stefano Menochio, biblista e gesuita italiano (n. 1575)
- 13 febbraio - Ferdinando Hastings, VI conte di Huntingdon, nobile e politico inglese (n. 1609)
- 15 febbraio - Pier Luigi Carafa, cardinale e vescovo cattolico italiano (n. 1581)
- 16 febbraio - Diego Messía Felípez de Guzmán, generale e politico spagnolo (n. 1580)
- 21 febbraio - Giovanni X di Holstein-Gottorp, principe (n. 1606)
- 25 febbraio - Daniel Heinsius, filologo olandese (n. 1580)
- 27 febbraio - Henri Chabot, nobile francese (n. 1616)
- 27 febbraio - Francesco Molin, doge (n. 1575)

### Marzo
- 4 marzo - Salvatore Mittica, pittore italiano
- 9 marzo - Paolo Dal Pozzo, pittore italiano (n. 1573)
- 23 marzo - Elisabetta di Harrach, contessa austriaca (n. 1601)
- 23 marzo - Peter de Spina III, medico tedesco (n. 1592)
- 28 marzo - Maria Eleonora del Brandeburgo, principessa (n. 1599)
- 30 marzo - James Stewart, I duca di Richmond, nobile e politico inglese (n. 1612)

### Aprile
- 16 aprile - Ernesto Casimiro di Nassau-Weilburg, nobile tedesco (n. 1607)
- 29 aprile - Cornelis Schut I, pittore, disegnatore e incisore fiammingo (n. 1597)
- 30 aprile - Eustache Le Sueur, pittore francese (n. 1616)

### Maggio
- 4 maggio - Giovanni Francesco Abela, storico e archeologo maltese (n. 1582)
- 4 maggio - Francesco Peretti di Montalto, cardinale e arcivescovo cattolico italiano (n. 1595)
- 9 maggio - Carlo Ferdinando Vasa, vescovo cattolico polacco (n. 1613)
- 11 maggio - İpşiri Mustafa Pascià, politico ottomano (n. 1607)
- 30 maggio - Cristiano di Brandeburgo-Bayreuth, nobile tedesco (n. 1581)

### Giugno
- 13 giugno - Giacomo Filippo Tomasini, vescovo cattolico, letterato e storico italiano (n. 1595)
- 25 giugno - Margherita di Savoia, duchessa italiana (n. 1589)
- 26 giugno - Edward Conway, II visconte di Conway, nobile, politico e militare inglese (n. 1594)
- 27 giugno - Anna Caterina Dorotea di Salm-Kyrburg, duchessa (n. 1614)
- 27 giugno - Eleonora Gonzaga, principessa italiana (n. 1598)
- 30 giugno - Jacobus Boonen, arcivescovo cattolico belga (n. 1573)

### Luglio
- 12 luglio - Francesco Caracciolo, VII duca di Martina, militare e nobile italiano (n. 1613)
- 15 luglio - Girolamo Rainaldi, architetto italiano (n. 1570)
- 24 luglio - Friedrich von Logau, poeta tedesco (n. 1605)
- 28 luglio - Suzuki Shōsan, militare e monaco buddista giapponese (n. 1579)
- 28 luglio - Savinien Cyrano de Bergerac, filosofo, scrittore e drammaturgo francese (n. 1619)
- 30 luglio - Sigmund Theophil Staden, organista e compositore tedesco (n. 1607)

### Agosto
- 6 agosto - Livia Vernazza,  italiana (n. 1590)
- 10 agosto - Alfonso de la Cueva-Benavides y Mendoza-Carrillo, diplomatico e cardinale spagnolo (n. 1574)
- 22 agosto - Robertus Junius, missionario olandese (n. 1606)

### Settembre
- 7 settembre - Nicolas Abram, gesuita, filologo e teologo francese (n. 1589)
- 7 settembre - François L'Hermite, scrittore e drammaturgo francese (n. 1601)
- 24 settembre - Federico d'Assia-Eschwege (n. 1617)

### Ottobre
- 2 ottobre - Francesco Pona, medico e letterato italiano (n. 1595)
- 12 ottobre - Francesco Adriano Ceva, cardinale italiano (n. 1580)
- 16 ottobre - Joseph Solomon Delmedigo, scienziato italiano (n. 1591)
- 24 ottobre - Pierre Gassendi, presbitero, filosofo e teologo francese (n. 1592)

### Novembre
- 6 novembre - Massimiliano di Dietrichstein, diplomatico austriaco (n. 1596)
- 9 novembre - Pietro Cesare Alberti, viaggiatore italiano (n. 1608)
- 15 novembre - Martín de León Cárdenas, arcivescovo cattolico spagnolo (n. 1584)
- 16 novembre - Innocenzo da Caltagirone, presbitero e religioso italiano (n. 1589)
- 23 novembre - Elizabeth Wriothesley, nobile inglese (n. 1572)
- 27 novembre - Giovanni Battista Cantone, nobile e magistrato italiano (n. 1589)

### Dicembre
- 23 dicembre - Curzio Inghirami, archeologo italiano (n. 1614)
- 31 dicembre - Janusz Radziwiłł, sovrano lituano (n. 1612)

### Senza giorno specificato
- Güshi Khan, condottiero mongolo (n. 1582)
- Hendrick Andriessen, pittore fiammingo (n. 1607)
- Bian Yujing, pittrice e musicista cinese (n. 1623)
- Girolamo Buratti, pittore italiano (n. 1580)
- Giovanni Burnacini, scenografo italiano
- Adriaen van der Donck, avvocato e scrittore olandese (n. 1618)
- Giovanni Andrea Donducci, pittore italiano (n. 1575)
- Roberto Gentili, traduttore italiano (n. 1590)
- Nicolaus Knüpfer, pittore tedesco
- Ludovico Leporeo, poeta italiano (n. 1582)
- Francesca Barbara del Liechtenstein, principessa austriaca (n. 1604)
- Giovanni Battista Michelini, pittore italiano (n. 1604)
- William Murray, I conte di Dysart, politico scozzese (n. 1600)
- Agostino Radi, scultore italiano
- Lazare Rivière, medico francese (n. 1589)
- Francesco Rivola, orientalista e presbitero italiano (n. 1570)
- Stefano Rossi, poeta italiano (n. 1576)
- Herman van Swanevelt, pittore, disegnatore e incisore olandese (n. 1603)
- Ukita Hideie, militare giapponese (n. 1573)
- Marin de la Vallée, architetto francese
- Henry Vane il Vecchio, politico inglese (n. 1589)
- Edward Winslow, politico britannico (n. 1595)
- Thomas Young, teologo scozzese (n. 1587)
- Zhìxù, monaco buddista cinese (n. 1599)
- Manuel Pires de Almeida, scrittore portoghese (n. 1597)
- Pierre de Conty d'Argencour, ingegnere militare francese (n. 1575)
- Lodewijk de Vadder, pittore fiammingo (n. 1605)
- Kara Dev Murad Pascià, politico e militare ottomano (n. 1595)

## Calendario
| Calendario 1655 | Calendario 1655 | Calendario 1655 | Calendario 1655 | Calendario 1655 | Calendario 1655 | Calendario 1655 | Calendario 1655 | Calendario 1655 | Calendario 1655 | Calendario 1655 | Calendario 1655 | Calendario 1655 | Calendario 1655 | Calendario 1655 | Calendario 1655 | Calendario 1655 | Calendario 1655 | Calendario 1655 | Calendario 1655 | Calendario 1655 | Calendario 1655 | Calendario 1655 | Calendario 1655 | Calendario 1655 | Calendario 1655 | Calendario 1655 | Calendario 1655 | Calendario 1655 | Calendario 1655 | Calendario 1655 | Calendario 1655 | Calendario 1655 |
| --------------- | --------------- | --------------- | --------------- | --------------- | --------------- | --------------- | --------------- | --------------- | --------------- | --------------- | --------------- | --------------- | --------------- | --------------- | --------------- | --------------- | --------------- | --------------- | --------------- | --------------- | --------------- | --------------- | --------------- | --------------- | --------------- | --------------- | --------------- | --------------- | --------------- | --------------- | --------------- | --------------- |
|                 | 1               | 2               | 3               | 4               | 5               | 6               | 7               | 8               | 9               | 10              | 11              | 12              | 13              | 14              | 15              | 16              | 17              | 18              | 19              | 20              | 21              | 22              | 23              | 24              | 25              | 26              | 27              | 28              | 29              | 30              | 31              |                 |
| Gennaio         | Ve              | Sa              | Do              | Lu              | Ma              | Me              | Gi              | Ve              | Sa              | Do              | Lu              | Ma              | Me              | Gi              | Ve              | Sa              | Do              | Lu              | Ma              | Me              | Gi              | Ve              | Sa              | Do              | Lu              | Ma              | Me              | Gi              | Ve              | Sa              | Do              |                 |
| Febbraio        | Lu              | Ma              | Me              | Gi              | Ve              | Sa              | Do              | Lu              | Ma              | Me              | Gi              | Ve              | Sa              | Do              | Lu              | Ma              | Me              | Gi              | Ve              | Sa              | Do              | Lu              | Ma              | Me              | Gi              | Ve              | Sa              | Do              |                 |                 |                 |                 |
| Marzo           | Lu              | Ma              | Me              | Gi              | Ve              | Sa              | Do              | Lu              | Ma              | Me              | Gi              | Ve              | Sa              | Do              | Lu              | Ma              | Me              | Gi              | Ve              | Sa              | Do              | Lu              | Ma              | Me              | Gi              | Ve              | Sa              | Do              | Lu              | Ma              | Me              |                 |
| Aprile          | Gi              | Ve              | Sa              | Do              | Lu              | Ma              | Me              | Gi              | Ve              | Sa              | Do              | Lu              | Ma              | Me              | Gi              | Ve              | Sa              | Do              | Lu              | Ma              | Me              | Gi              | Ve              | Sa              | Do              | Lu              | Ma              | Me              | Gi              | Ve              |                 |                 |
| Maggio          | Sa              | Do              | Lu              | Ma              | Me              | Gi              | Ve              | Sa              | Do              | Lu              | Ma              | Me              | Gi              | Ve              | Sa              | Do              | Lu              | Ma              | Me              | Gi              | Ve              | Sa              | Do              | Lu              | Ma              | Me              | Gi              | Ve              | Sa              | Do              | Lu              |                 |
| Giugno          | Ma              | Me              | Gi              | Ve              | Sa              | Do              | Lu              | Ma              | Me              | Gi              | Ve              | Sa              | Do              | Lu              | Ma              | Me              | Gi              | Ve              | Sa              | Do              | Lu              | Ma              | Me              | Gi              | Ve              | Sa              | Do              | Lu              | Ma              | Me              |                 |                 |
| Luglio          | Gi              | Ve              | Sa              | Do              | Lu              | Ma              | Me              | Gi              | Ve              | Sa              | Do              | Lu              | Ma              | Me              | Gi              | Ve              | Sa              | Do              | Lu              | Ma              | Me              | Gi              | Ve              | Sa              | Do              | Lu              | Ma              | Me              | Gi              | Ve              | Sa              |                 |
| Agosto          | Do              | Lu              | Ma              | Me              | Gi              | Ve              | Sa              | Do              | Lu              | Ma              | Me              | Gi              | Ve              | Sa              | Do              | Lu              | Ma              | Me              | Gi              | Ve              | Sa              | Do              | Lu              | Ma              | Me              | Gi              | Ve              | Sa              | Do              | Lu              | Ma              |                 |
| Settembre       | Me              | Gi              | Ve              | Sa              | Do              | Lu              | Ma              | Me              | Gi              | Ve              | Sa              | Do              | Lu              | Ma              | Me              | Gi              | Ve              | Sa              | Do              | Lu              | Ma              | Me              | Gi              | Ve              | Sa              | Do              | Lu              | Ma              | Me              | Gi              |                 |                 |
| Ottobre         | Ve              | Sa              | Do              | Lu              | Ma              | Me              | Gi              | Ve              | Sa              | Do              | Lu              | Ma              | Me              | Gi              | Ve              | Sa              | Do              | Lu              | Ma              | Me              | Gi              | Ve              | Sa              | Do              | Lu              | Ma              | Me              | Gi              | Ve              | Sa              | Do              |                 |
| Novembre        | Lu              | Ma              | Me              | Gi              | Ve              | Sa              | Do              | Lu              | Ma              | Me              | Gi              | Ve              | Sa              | Do              | Lu              | Ma              | Me              | Gi              | Ve              | Sa              | Do              | Lu              | Ma              | Me              | Gi              | Ve              | Sa              | Do              | Lu              | Ma              |                 |                 |
| Dicembre        | Me              | Gi              | Ve              | Sa              | Do              | Lu              | Ma              | Me              | Gi              | Ve              | Sa              | Do              | Lu              | Ma              | Me              | Gi              | Ve              | Sa              | Do              | Lu              | Ma              | Me              | Gi              | Ve              | Sa              | Do              | Lu              | Ma              | Me              | Gi              | Ve              |                 |